# Pyraminx

El Pyraminx és un trencaclosques mecànic amb forma de tetraedre similar al cub de Rubik. Va ser creat i patentat per Uwe Meffert.
El rècord mundial resolent el Pyraminx pertany al polonès Dominik Górny, que va aconseguir acabar-lo en 0,91 segons, durant un torneig a Polònia l'any 2018. El màxim nombre de girs necessaris per resoldre el Pyraminx és d'11. Existeixen 933.120 posicions diferents del trencaclosques, un número prou petit per tal que un ordinador pugui trobar fàcilment una solució òptima.